# Disney Twisted-Wonderland
Disney Twisted-Wonderland — мобильная игра 2020 года, созданная Aniplex в сотрудничестве с Walt Disney Japan. Игра была анонсирована в рамках AnimeJapan 2019.
Герои игры основываются на злодеях различных франшиз «Диснея». Концепция игры, сюжет и дизайн персонажей был разработан Яной Тобосо.

## Игровой процесс
Жанр Disney Twisted-Wonderland преподносится как «приключенческая игра в академии злодеев». Игровой процесс состоит из трёх элементов: уроки, истории и тесты.

## Продажи
Примерно 1 миллион пользователей скачали игру после релиза.